# Montescot
Montescot er en by og kommune i departementet Pyrénées-Orientales i Sydfrankrig.

## Geografi
Montescot ligger på Roussillon-sletten 13 km syd for Perpignan. Nærmeste byer er mod vest Bages (4 km), mod nordøst Corneilla-del-Vercol (4 km) og mod sydøst Elne (4 km).

## Demografi

### Udvikling i folketal
| 1962                                                              | 1968 | 1975 | 1982 | 1990  | 1999  | 2007  | 2014  | 2017  |
| ----------------------------------------------------------------- | ---- | ---- | ---- | ----- | ----- | ----- | ----- | ----- |
| 214                                                               | 221  | 471  | 612  | 1.128 | 1.375 | 1.593 | 1.756 | 1.712 |
| Tal fra og med 1962 er uden dobbelttælling (sans doubles comptes) |      |      |      |       |       |       |       |       |